# Y volveré
Y volveré é uma telenovela mexicana, produzida pela Televisa e exibida em 1970 pelo El Canal de las Estrellas.

## Elenco
- Fanny Cano
- Irma Lozano